# Pévy
Pévy ist eine französische Gemeinde mit 226 Einwohnern (Stand: 1. Januar 2022) im Département Marne in der Region Grand Est (vor 2016 Champagne-Ardenne). Die Gemeinde gehört zum Arrondissement Reims und zum Kanton Fismes-Montagne de Reims. 

## Geographie
Pévy liegt etwa 23 Kilometer westnordwestlich des Stadtzentrums von Reims. Umgeben wird Pévy von den Nachbargemeinden Bouvancourt im Norden, Hermonville im Osten und Nordosten, Trigny im Osten und Südosten, Prouilly im Süden sowie Montigny-sur-Vesle im Westen und Südwesten.

## Bevölkerungsentwicklung
| Jahr                       | 1962 | 1968 | 1975 | 1982 | 1990 | 1999 | 2006 | 2018 |
| Einwohner                  | 205  | 215  | 174  | 194  | 210  | 225  | 207  | 205  |
| Quellen: Cassini und INSEE |      |      |      |      |      |      |      |      |

## Sehenswürdigkeiten

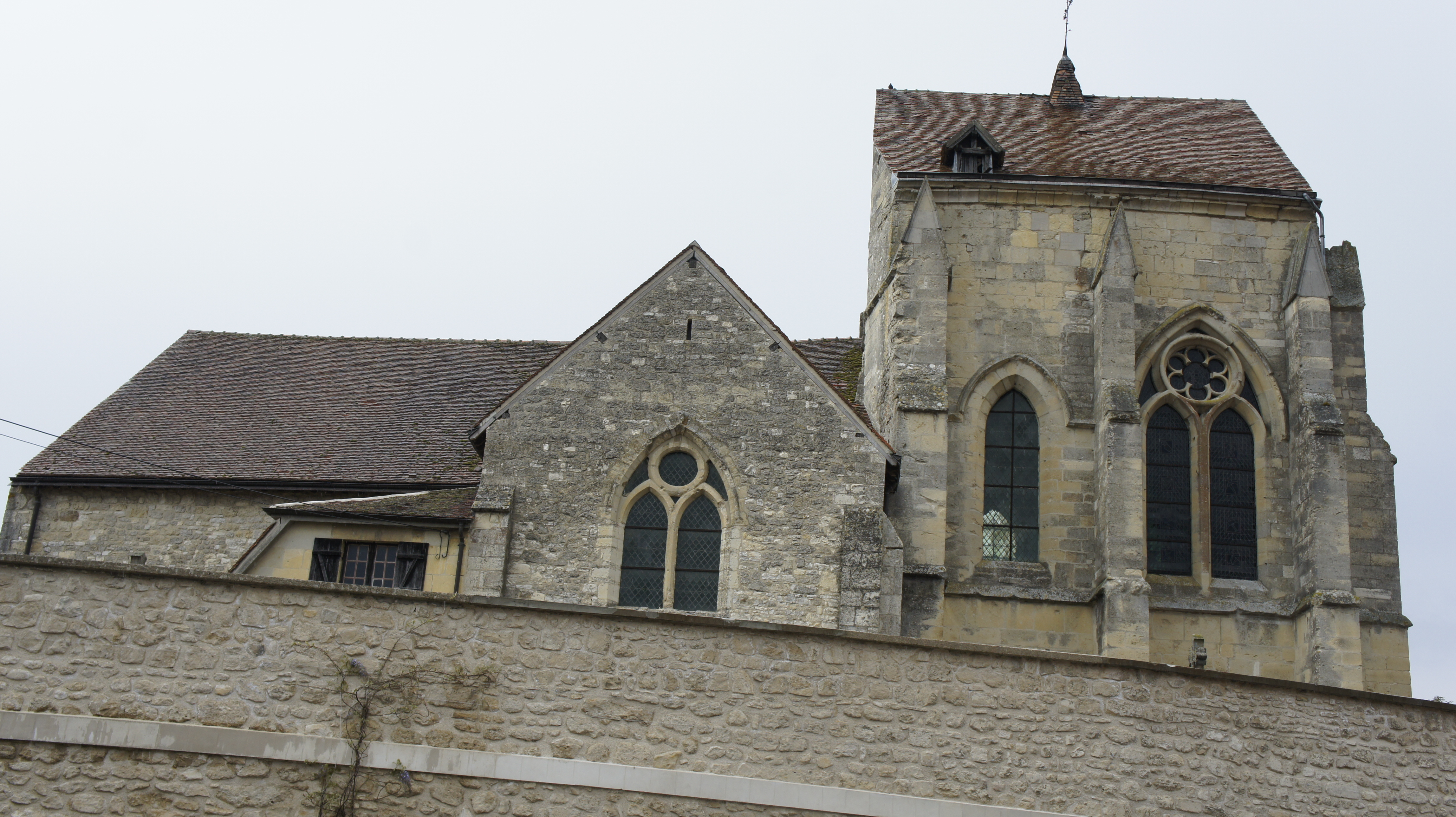
Kirche Notre-Dame

- Kirche Notre-Dame, Monument historique seit 1920